# Zwangsgermanisierung
Zwangsgermanisierung ist ein politisches Schlagwort, das in der Integrationsdebatte verwendet wird.

## Geschichte
Als Zwangsgermanisierung (selten Eindeutschungspolitik) wird die von den Nationalsozialisten ab etwa 1941 umgesetzte Politik der Einbürgerung von Polen bezeichnet. Diese zielte hauptsächlich darauf ab, wehrfähige Männer für die Wehrmacht zu gewinnen und die polnische Bevölkerung zu schwächen. Etwa drei Millionen Polen wurden in die Deutsche Volksliste aufgenommen. Zudem wurden Kinder aus Waisenhäusern verschleppt oder ihren Eltern weggenommen und in Deutschland und Österreich umerzogen.
Bereits im Mai 1940 hatte Heinrich Himmler in einer Denkschrift über die Behandlung der Fremdvölkischen im Osten dargelegt, dass polnische Eltern, die für ihr „rassisch tadelloses“ Kind eine höhere Schulbildung beantragen wollten, dieses in eine Schule nach Deutschland schicken müssten und es dort auf Dauer bleiben müsse. Darüber hinaus sollten alle „blutlich wertvollen“ sechs- bis zehnjährigen Kinder ausgesiebt und nach Deutschland verbracht werden. Auch die Eltern „guten Blutes“ könnten nach Deutschland ziehen, um  dort loyale Bürger zu werden.

## Verwendung in der politischen Rhetorik
Bis ins Jahr 2006 verwendeten Politiker der Grünen den Begriff Zwangsgermanisierung, um ihre Haltung gegen eine verpflichtende Teilnahme von Migranten an Deutschkursen zu unterstützen und deren Befürworter zu diskreditieren. Andere verwendete Begriffe waren Germanisierungspolitik und Assimilationszwang. Nach der Entscheidung aus dem Jahr 2006, den Nationalen Integrationsplan zu erstellen, sprachen die Politikerin Renate Künast und Daniel Cohn-Bendit davon, dass diese Haltung ein Fehler gewesen sei.
Medien berichteten im Jahr 2013, dass der Türkische Elternbund Hamburg die Fremdunterbringung von Kindern und Jugendlichen aus Migrantenfamilien bei deutschen Pflegefamilien im Rahmen einer Inobhutnahme durch das Jugendamt kritisiert und dass diese in der Türkei nicht nur kritisiert, sondern auch als Zwangsgermanisierung bezeichnet wird; der türkische Konsul Berati Alver appellierte in diesem Zusammenhang an türkische Eltern, sich selbst als Pflegefamilien anzubieten.